# Wil Lutz
(en) Statistiques sur pro-football-reference
Wil Lutz (né le 7 juillet 1994) est un sportif professionnel américain de football américain jouant au poste de kicker dans la National Football League (NFL) depuis la saison 2016.
Non sélectionné lors de la draft 2016, il est signé en tant qu'agent libre non drafté par la franchise des Ravens de Baltimore en 2016. Libéré avant le début de la saison, il signe avec les Saints de la Nouvelle-Orléans où il devient titulaire. Il obtient son transfert ver les Broncos de Denver en 2024.
Il a joué au football universitaire pendant trois saisons (2013-2015) pour les Panthers de l'université d'État de Géorgie évoluant dans la NCAA Division I FBS.

## Biographie

### Jeunesse
Lutz est né à Newnan dans l'État de Géorgie aux États-Unis. Ses parents, Julie et Robert (Bob) Lutz, travaillent tous deux dans le domaine de l'éducation et ont un autre fils, Wesley. Tout au long de son enfance, sa mère a occupé divers emplois dans le secteur de l'éducation, notamment en tant que directrice de l'école élémentaire Canongate à Sharpsburg en Géorgie et plus récemment, en qualité de doyenne adjointe à l'université Truett McConnell de Cleveland en Géorgie. Son père, Bob, a enseigné les sciences au collège de Madras à Newnan pendant plusieurs années.
Lutz étudie au lycée Northgate de Newnan, où il participe à des compétitions de football américain, de football et de cross-country. Dans sa dernière année, les Vikings de Northgate sont restés invaincus (9–0) en saison régulière. L'équipe a battu le lycée North Clayton au premier tour des séries éliminatoires du Georgia AAAA, avant de s'incliner face au lycée East Paulding lors du deuxième tour, mettant ainsi fin à la carrière lycéenne de Lutz.

### Carrière universitaire
Lutz intègre l'université d'État de Géorgie où il joue pour son équipe des Panthers de Georgia State dans la NCAA Division I FBS.
En 2012, initialement considéré comme spécialiste des kickoffs, il est déplacé après quatre matchs au poste de placekicker. En fin de saison, il affiche un bilan de 4 field goals réussis sur 7 (75%) et de 18 extra points réussis sur 18 (100%). Il a inscrit son premier field goal contre la Tribe de William & Mary le 29 septembre 2012 et son plus long (40 yards) contre les Rams du Rhode Island le 13 octobre.
En 2013, Lutz réussit 8 des 12 field goals tentés (67%) fet 25 des 26 extra points tentés (96%) pour un total de 49 points.
Lutz est désigné punter vers la mi-saison 2014 et termine celle-ci avec un bilan de 7 field goals réussis sur 8 (88%) et 35 extra points tentés (100%). Il affiche une moyenne de 39 yards lors des 16 punts effectués. Il inscrit un field goal gagnant de 26 yards alors qu'il ne reste plus que quatre secondes à jouer contre Wildcats d'Abilene Christian (en) lors du premier match de leur saison 2014 (38-37).
Lutz occupe les postes de punter et de placekicker en 2015 et affiche une moyenne de 44,3 yards en 65 punts effectués, la 2e meilleure moyenne de l'histoire de son université. Il réussit 12 des 19 field goals tentés et 42 des 43 extra points effectués (98%) pour un total de 78 points. Son record de points sur un match en carrière universitaire est de 11 points réalisé en réussissant deux field goals et cinq extra points contre les Bobcats  de Texas State.

### Carrière professionnelle

#### Ravens de Baltimore
Le 5 mai 2016, Lutz signe chez les Ravens de Baltimore en tant qu'agent libre n'ayant pas été sélectionné lors de la draft 2016 mais est libéré le 29 août 2016.

#### Broncos de Denver
Le 29 août 2023, Lutz est échangé aux Broncos de Denver contre un choix de 7e tour de la draft 2024. Il est désigné meilleur joueur des équipes spéciales de l'AFC du mois de novembre 2023. Il totalise sur sa saison, 29 extra points sur 31 effectués et 30 field goals sur 34 tentés.
Le 12 mars 2024, Lutz signe une extension de contra de deux ans avec les Broncos. Il déclare qu'il va changer  son numéro de maillot, passant du 16  au 3, celui qu'il avait reçu chez les Saints après que Russell Wilson ait été libéré
En 3e semaine de la saison 2024, il inscrit quatre field goals et deux extra points lors de la victoire 26 à 7 contre les Buccaneers, ce qui lui a valu d'être désigné meilleur joueur des équipes spéciales de la semaine en AFC.

## Statistiques

### NCAA
| Année       | Équipe                    | Statut      | MJ |        | Field goals | Field goals | Field goals | Field goals |         | Extra Points | Extra Points | Extra Points |      | Punt | Punt | Punt |
| Année       | Équipe                    | Statut      | MJ | Tentés | Réussis     | %           | Long        | Tentés      | Réussis | %            | Tentés       | Yards        | Moy. |      |      |      |
| 2013        | Panthers de Georgia State | So.         | 11 | 12     | 08          | 66,7        | ?           | 26          | 25      | 96,2         | -            | -            | -    |      |      |      |
| 2014        | Panthers de Georgia State | Jr.         | 12 | 08     | 07          | 87,5        | ?           | 35          | 35      | 100          | 27           | 1 059        | 39,2 |      |      |      |
| 2015        | Panthers de Georgia State | Sr.         | 13 | 19     | 12          | 63,2        | ?           | 43          | 42      | 97,7         | 65           | 2 882        | 44,3 |      |      |      |
| Totaux NCAA | Totaux NCAA               | Totaux NCAA | 36 | 39     | 27          | 69,2        | ?           | 104         | 102     | 98,1         | 92           | 3 941        | 42,8 |      |      |      |

### NFL
| Année  | Équipe                        | MJ  |                 | Field goals     | Field goals     | Field goals     | Field goals     |                 | Extra Points    | Extra Points | Extra Points |     | Kick off | Kick off | Kick off |
| Année  | Équipe                        | MJ  | Tentés          | Réussis         | %               | Long            | Tentés          | Réussis         | %               | Tentés       | Moy.         | TB  |          |          |          |
| 2016   | Saints de La Nouvelle-Orléans | 16  | 34              | 28              | 82,4            | 57              | 50              | 49              | 98,0            | 93           | 53           | 49  |          |          |          |
| 2017   | Saints de La Nouvelle-Orléans | 16  | 36              | 31              | 86,1            | 53              | 50              | 47              | 94,0            | 94           | 62           | 58  |          |          |          |
| 2018   | Saints de La Nouvelle-Orléans | 16  | 30              | 28              | 93,3            | 54              | 53              | 52              | 98,1            | 101          | 63           | 64  |          |          |          |
| 2019   | Saints de La Nouvelle-Orléans | 16  | 36              | 32              | 88,9            | 58              | 49              | 48              | 98,0            | 94           | 79           | 74  |          |          |          |
| 2020   | Saints de La Nouvelle-Orléans | 16  | 28              | 23              | 82,1            | 53              | 58              | 57              | 98,3            | 94           | 76           | 71  |          |          |          |
| 2021   | Saints de La Nouvelle-Orléans | 0   | N'a pas joué    | N'a pas joué    | N'a pas joué    | N'a pas joué    | car blessé      | car blessé      | car blessé      |              |              |     |          |          |          |
| 2022   | Saints de La Nouvelle-Orléans | 17  | 31              | 23              | 74,2            | 60              | 33              | 33              | 100             | 75           | 64           | 48  |          |          |          |
| 2023   | Broncos de Denver             | 17  | 34              | 30              | 88,2            | 52              | 31              | 29              | 93,5            | 81           | 88           | 71  |          |          |          |
| 2024   | Broncos de Denver             | ?   | Saison en cours | Saison en cours | Saison en cours | Saison en cours | Saison en cours | Saison en cours | Saison en cours |              |              |     |          |          |          |
| Totaux | Totaux                        | 114 | 229             | 195             | 85,2            | 60              | 324             | 313             | 97,3            | 632          | 66           | 435 |          |          |          |

| Année  | Équipe                        | MJ |        | Field goals | Field goals | Field goals | Field goals |         | Extra Points | Extra Points | Extra Points |    | Kick off | Kick off | Kick off |
| Année  | Équipe                        | MJ | Tentés | Réussis     | %           | Long        | Tentés      | Réussis | %            | Tentés       | Moy.         | TB |          |          |          |
| 2017   | Saints de La Nouvelle-Orléans | 2  | 3      | 2           | 66,7        | 57          | 7           | 7       | 100,0        | 11           | 65           | 11 |          |          |          |
| 2018   | Saints de La Nouvelle-Orléans | 2  | 6      | 5           | 83,3        | 45          | 4           | 4       | 100,0        | 11           | 65           | 9  |          |          |          |
| 2019   | Saints de La Nouvelle-Orléans | 1  | 3      | 2           | 66,7        | 49          | 2           | 2       | 100,0        | 6            | 61           | 5  |          |          |          |
| 2020   | Saints de La Nouvelle-Orléans | 2  | 3      | 2           | 66,7        | 42          | 5           | 5       | 100,0        | 9            | 67           | 7  |          |          |          |
| Totaux | Totaux                        | 7  | 15     | 11          | 73,3        | 57          | 18          | 18      | 100,0        | 37           | 65           | 32 |          |          |          |